# Didier Six
Didier Six (Lilla, 21 d'agost de 1954) és un exfutbolista i ex entrenador francès.
Jugava a la posició d'extrem. Fou 52 cops internacional amb França, amb la qual disputà els Mundials de l'Argentina 1978 i Espanya 1982. També disputà l'Eurocopa 84, on fou campió. En Total marcà 13 gols amb la selecció. Adquirí la nacionalitat turca quan jugà al Galatasaray, essent anomenat Dündar Siz. Amb aquest club guanyà la lliga turca el 1987-88.

## Trajectòria
- 1972-1977 : Valenciennes FC
- 1977-1978 : RC Lens
- 1978-1980 : Olympique de Marseille
- 1980 : Cercle Brugge
- 1981 : RC Strasbourg
- 1981-1983 : VfB Stuttgart
- 1983-1984 : FC Mulhouse
- 1984-1985 : Aston Villa
- 1985-1986 : FC Metz
- 1986 : RC Strasbourg
- 1987 : Valenciennes FC
- 1987-1988 : Galatasaray (com a Dündar Siz)
- 1989 : RC Vallauris
- 1989-1990 : Vauban Strasbourg
- 1991-1992 : VfB Leipzig